# Tajemnice pocałunku
Tajemnice pocałunku (hiszp. Por un beso) – meksykańska telenowela wyprodukowana w latach 2000–2001.
W rolach głównych Natalia Esperón i Víctor Noriega. W roli antagonistów Enrique Rocha i Mercedes Molto.

## Wersja polska
W Polsce telenowela była emitowana w TVN. Opracowaniem wersji polskiej zajęło się ITI Film Studio na zlecenie telewizji TVN. Autorką tekstu była Karolina Władyka. Lektorem serialu był Stanisław Olejniczak.

## Obsada
- Natalia Esperón jako Azucena Garza / Blanca Garza
- Víctor Noriega jako Daniel Díaz de León Lavalle
- Mercedes Molto jako Mirna Ballesteros Mendizábal
- Enrique Rocha jako Mariano Díaz de León
- Otto Sirgo jako Julio Otero Robles/Gonzalo Ruiz de Cota
- Lourdes Munguía jako Prudencia Aguilar
- Luz Elena González jako Rita Jiménez de Ornelas
- Alejandra Meyer jako Micaela "Mica" Ornelas
- Oscar Morelli jako Don Clemente Fuentes
- Luz María Jerez jako Fernanda Lavalle de Díaz de León
- Felicia Mercado jako Eugenia Mendizábal de Ballesteros
- Carlos Monden jako Ignacio Ballesteros
- Melba Luna jako Yolanda Uribe
- Héctor Cruz jako Det. Romero Gil
- Gerardo Albarrán jako Samuel López
- Gustavo Rojo jako Lic. Carlos Guillén
- Alicia Fahr jako Gloria
- Patricio Castillo jako Antonio Ramírez "El Padrino"
- Irán Eory jako Carmen
- Raúl Magaña jako David Díaz de León Lavalle
- Jorge Poza jako Agustín Aguilar
- Benjamín Rivero jako Luis Ponce "El Duende"
- Condorito Jr. jako Juan Téllez
- Giovan D’Angelo jako Ricardo Leyva
- Vilma Sotomayor jako Sonia
- Margarita Magaña jako Loreta Mendiola
- Julio Mannino jako Ernesto "Neto" Ornelas
- Juan Carlos Bonet jako młody Mariano
- Ernesto Godoy jako młody Julio
- Dominika Paleta jako młoda Fernanda
- Mauricio Aspe jako Anselmo
- Arlette Pacheco jako Malena
- Alejandra Barros jako Thelma
- Elizabeth Aguilar jako Sra. Encino